# Patrick Wolff (Schachspieler)
Patrick Wolff (* 15. Februar 1968 in den USA) ist ein amerikanischer Schachspieler. Er gewann die nationalen US-amerikanischen Schachmeisterschaften in den Jahren 1992 und 1995.

## Leben

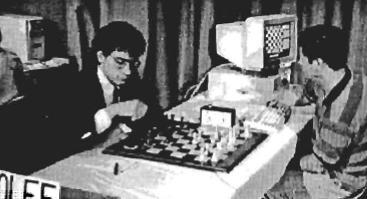
Patrick Wolff (links) beim Harvard Cup 1992 im Spiel gegen das Schachprogramm Socrates entwickelt und bedient von Don Dailey

Er ist der Sohn des Philosophen Robert Paul Wolff (1933–2025), der ihn mit fünf Jahren das Schachspiel lehrte, und Schwager des Jura-Professors Tobias Barrington Wolff (* 1970). Außer seinen beiden US-Meistertiteln gewann er 1983 die nationalen Hochschulmeisterschaften und 1987 die U.S. Junior Championship. Im Jahr 1986 wurde er Internationaler Meister und 1990 Großmeister.
Im Jahr 1988 gelang ihm in einem Simultan in New York City gegen Weltmeister Garri Kasparow ein Gewinn in nur 25 Zügen. Damit fügte er dem Weltmeister eine der kurzzügigsten Niederlagen in dessen Karriere zu.
Bei der Schachweltmeisterschaft 1995 arbeitete er als Sekundant für Viswanathan Anand (siehe auch: Ablauf der WM 1995). Er verfasste das Buch The Complete Idiot's Guide to Chess.
Wolff entschied sich letztlich gegen eine Karriere als professioneller Schachspieler, absolvierte ein Studium an der Harvard University und arbeitete ab 2005 für Clarium Capital, einen von Peter Thiel gegründeten Hedgefonds.

## Veröffentlichungen (Auswahl)
- The Complete Idiot’s Guide to Chess. Alpha 2005, ISBN 978-1592573165.
- Defense & Counterattack. DVD 1998[5]
- How To Play Winning Attacks. DVD 1998
- Middlegame Planning. DVD 1998